# Lesley Vainikolo

a Compétitions nationales et continentales officielles uniquement.

b Matchs officiels uniquement.
Dernière mise à jour le 29 mai 2018.
Lesley Paea 'I'muli Vainikolo, né le 4 mai 1979 à Nuku'alofa capitale des Tonga, est un joueur de rugby à XIII et de rugby à XV, international néo-zélandais à XIII, et retenu avec l'équipe d'Angleterre dans le groupe de joueurs pour le Tournoi des six nations 2008, évoluant au poste d'ailier. Il joue actuellement pour le Rugby athlétic club angérien. Sa vitesse de course (10,70 secondes au 100 mètres) est l'un des atouts de son jeu.

## Carrière

### En rugby à XIII
Il joue au rugby à XIII pour le club de Canberra Raiders en National Rugby League et signe ensuite en 2002 avec les Bradford Bulls pour jouer en European Super League. Il fait ses débuts avec le club lors du match du World Club Challenge qu'il remporte. Surnommé The Volcano, il possède une moyenne d'essais marqués approchant un essai par match en Super League : en 152 rencontres il marque 148 essais. Vainikolo connait plusieurs fois des sélections avec les Kiwis néo-zélandais, avec des apparitions lors du Tri-Nations de rugby à XIII. Comme au rugby à XV, son poste de prédilection est l'aile.

### En club de rugby à XV
Après une carrière réussie en rugby à XIII, il décide de changer de code pour jouer au rugby à XV. En 2007, il s'engage avec le club de Gloucester. Il joue en Coupe d'Europe et en Guinness Premiership. Lors de la saison 2008-2009, il atteint la finale du Coupe anglo-galloise avec son club, mais Gloucester s'incline lourdement en finale contre les Cardiff Blues.
Le 4 janvier 2012, il s'engage avec l'Atlantique stade rochelais qui évolue en Championnat de Pro D2.
À la suite de sa saison à La Rochelle, Lesley Vainikolo signe au RAC Angérien où il reste deux saisons. Il sera un grand atout pour l'équipe angérienne entrainer par Julien Bouic et Gérald Merceron. Il apporte sa puissance ainsi que son expérience au groupe angérien. Il met un terme à sa carrière de joueur à Saint Jean d'Angély.[réf. nécessaire]

### En équipe nationale
Il connaît sa première cape internationale le 2 février 2008 contre l'équipe du pays de Galles.
- 5 sélections
- Sélections par année : 5 en 2008
- Tournoi des Six Nations disputé : 2008.

## Palmarès

### En club

#### Avec les Bradford Bulls
- Collectif :
  - Vainqueur de la Super League en 2003 et 2005
  - Vainqueur de la Challenge Cup en 2003
  - Vainqueur du World Club Challenge en 2002, 2004 et 2006
  - Finaliste de la Super League en 2004

- Individuel : 
  - Meilleur marqueur d'essais de la Super League : 2003 et 2005 (Bradford)

#### Avec Gloucester RFC
- Finaliste de la Coupe d'Angleterre en 2009